# Gaietà Maria d'Amat i d'Amat
Gaietà Maria d'Amat i d'Amat   (1803 - 1868) fou un noble català, 5è marquès de Castellbell, 6è marquès de Castellmeià, 4t baró de Maldà i Maldanell, 9è baró de Granera i senyor de Castellar.

## Biografia
Era fill de Manuel d'Amat i Peguera i de Maria Escolàstica d'Amat i d'Amat. El 1838, durant la primera guerra carlina, Gaietà d'Amat tenir els censos segrestats pels Carlins i part del gra de les terres va anar a parar per mantenir l'exèrcit carlí durant el setge de Solsona. En Gaietà es va casar el 1826 amb Maria Antònia Gras de Viladomar i no van tenir fills; ella va morir el 1879.
Mort el 1868 sense fills, els seus títols i possessions passaren al nebots, fills de la seva germana Escolàstica, casada amb Ramon de Càrcer i Falguera. El seu nebot gran, Joaquim de Càrcer i d'Amat, heretà el marquesat de Castellbell i esdevingué sisè marquès de Castellbell i setè de Castellmeià, desè baró de Granera i senyor de Castellcir. Josep, el germà petit, heretà la baronia de Castellar.

## Títols
- Senyoria de Castellar, 1804 que va heretar d'Antoni d'Amat i Rocabertí
- Marqués de Castellbell, 1840 que va heretar del seu pare.
- Baró de Maldà que va heretar del seu oncle.